# 安贡错
安贡错（藏語：རྔ་གུང་མཚོ།，威利转写：rnga gung mtsho，THL：Ngagung Tso）位于中国西藏自治区昌都市八宿县境内，地处八宿县南部，帕隆藏布上游，北临然乌湖。安贡错湖长3.9公里，最大宽2.1公里，平均宽1.6公里，面积6.1平方公里。省道201经过湖东岸。